# Tintura de Movat

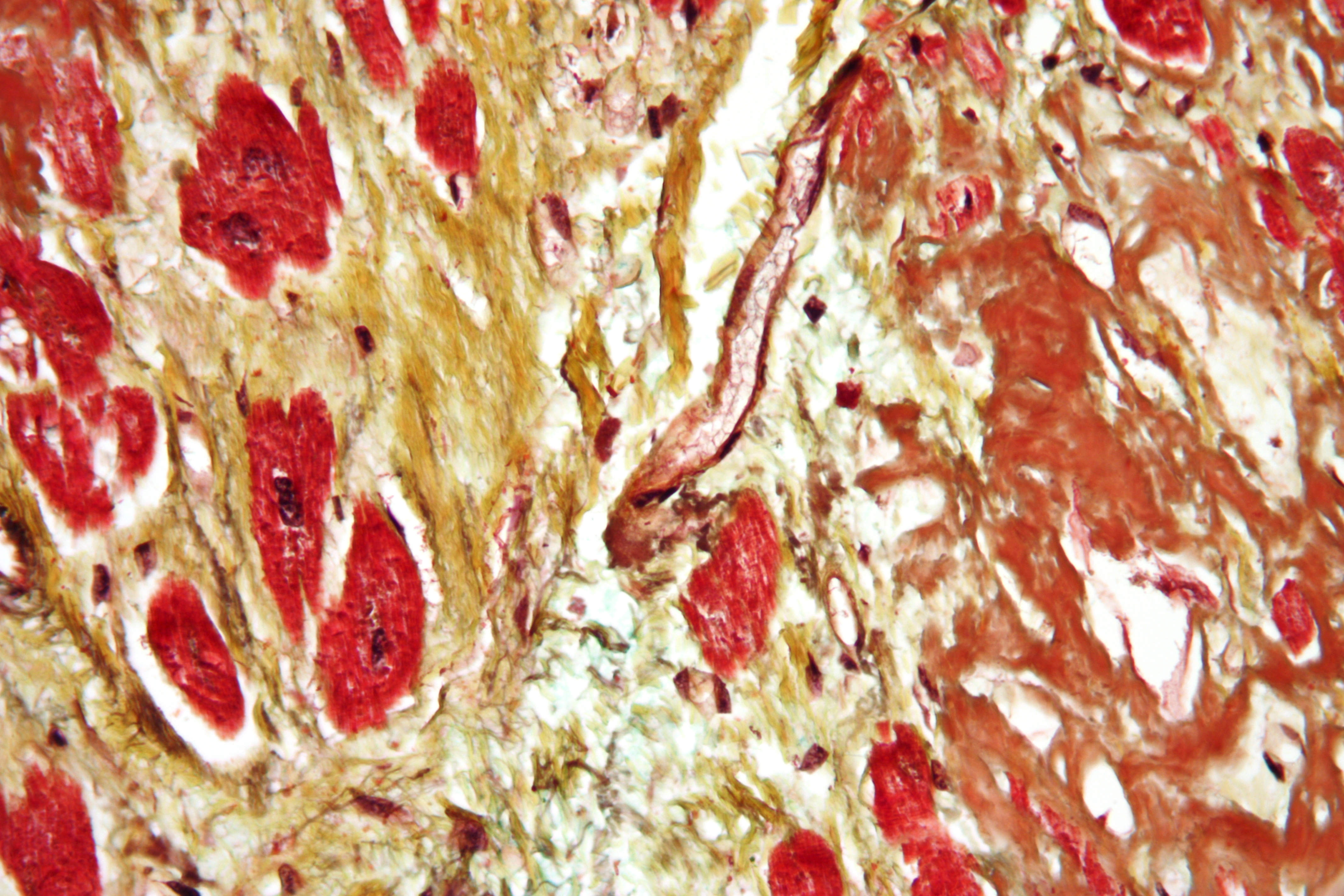
Tinción de Movat de un corte histológico de Corazón.

La tintura de Movat es una tinción en pentacromática originalmente desarrollada por Henry Zoltan Movat en 1955 para resaltar los varios constituyentes de tejido conectivo, especialmente el cardiovascular, mediante cinco colores en una sola lámina. En 1972, H. K. Russell, Jr., modificó la técnica de modo que reduce el tiempo de tinción e incrementa la consistencia y la confiabilidad del procedimiento.

## Componentes
La tintura Movat modificada por Russel resalta una porción de componentes de tejidos en láminas histológicas. Consiste en una mixtura de cinco pigmentos:
1) azul alcián; 2) hematoxilina Verhoeff; 3) escarlata de Biebrich, combinada con 4) fucsina ácida; 5) azafrán.

A un pH 2.5, el azul alcián se fija por enlace electrostático con los mucopolisacáridos. La hematoxilina Verhoeff tiene alta afinidad por núcleos y fibras de elastina, de carga negativa. La combinación de escarlata de Biebrich con fucsina ácida tiñe de rojo los componentes tisulares acidofílicos. Luego, colágeno y fibras de reticulina se despigmentan por una reacción con ácido fosfotúngstico y teñido de amarillo por azafrán.
| Color          | Tipo de tejido                   |
| -------------- | -------------------------------- |
| Negro          | Núcleos; fibras elásticas        |
| Amarillo       | Fibras de colágeno y reticulares |
| Azul           | Substancia de fondo; mucina      |
| Rojo brillante | Fibrina                          |
| Rojo           | Músculo                          |

## Aplicaciones
Esta tintura se usa para estudiar el corazón, vasos sanguíneos y tejidos conectivos.
También se puede utilizar para diagnosticar enfermedades vasculares y pulmonares.

## Galería

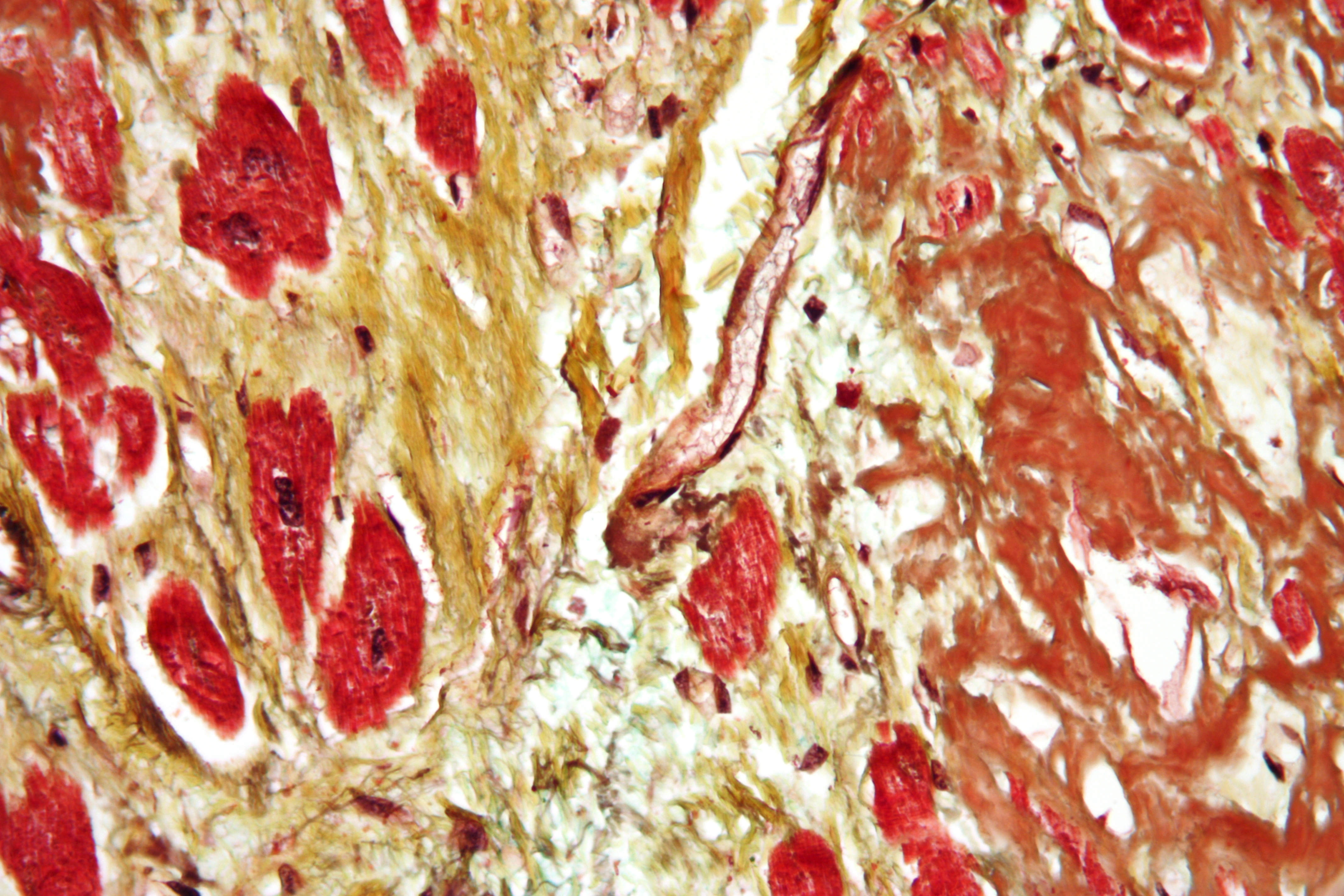
Tintura de Movat mostrando amiloidosis (marrón) y fibrosis (amarillo) del corazón.
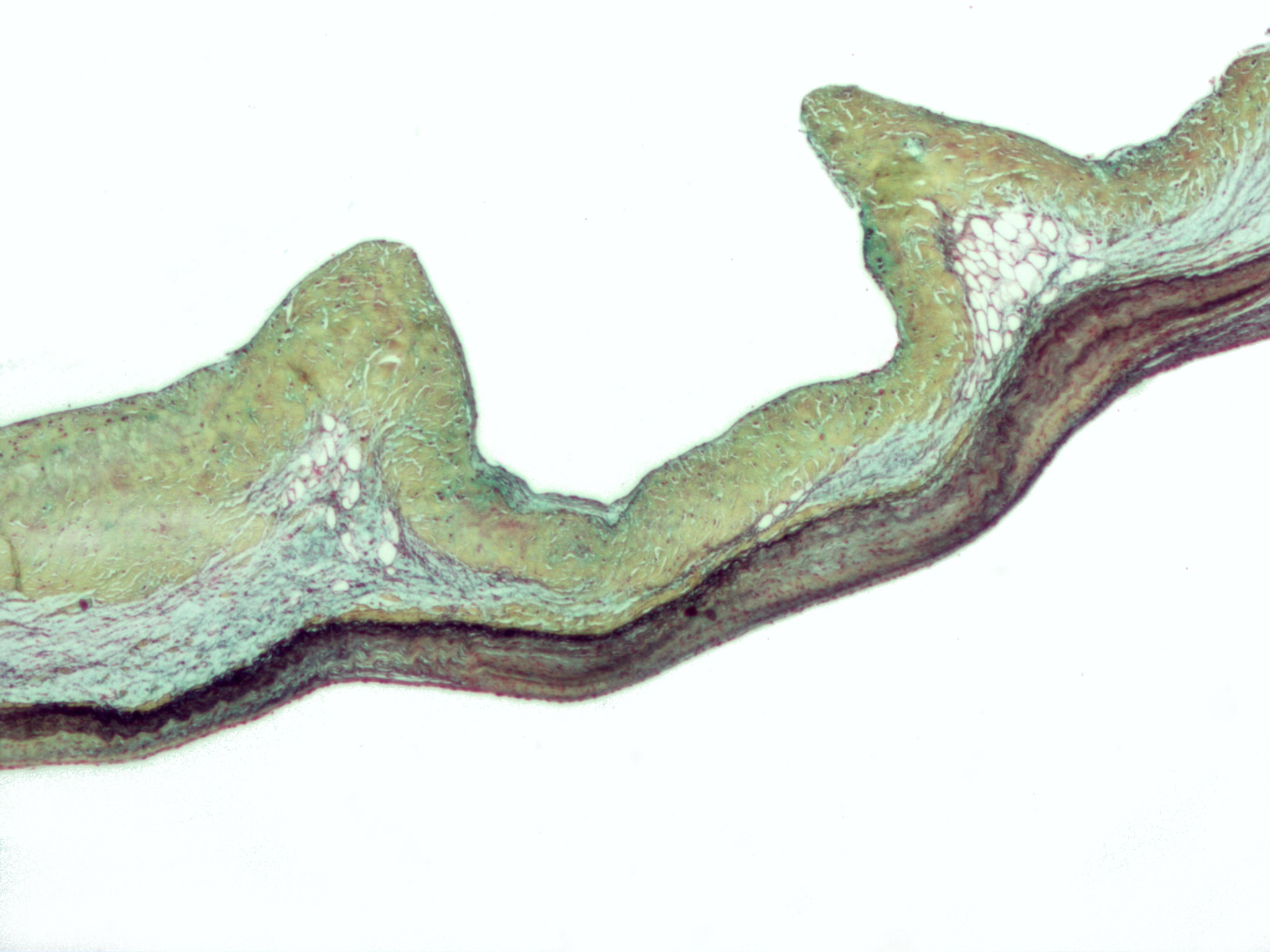
Tintura de Movat revelando engrosamiento de la capa esponjosa (azul) en degeneración mixomatosa de la valva aórtica.
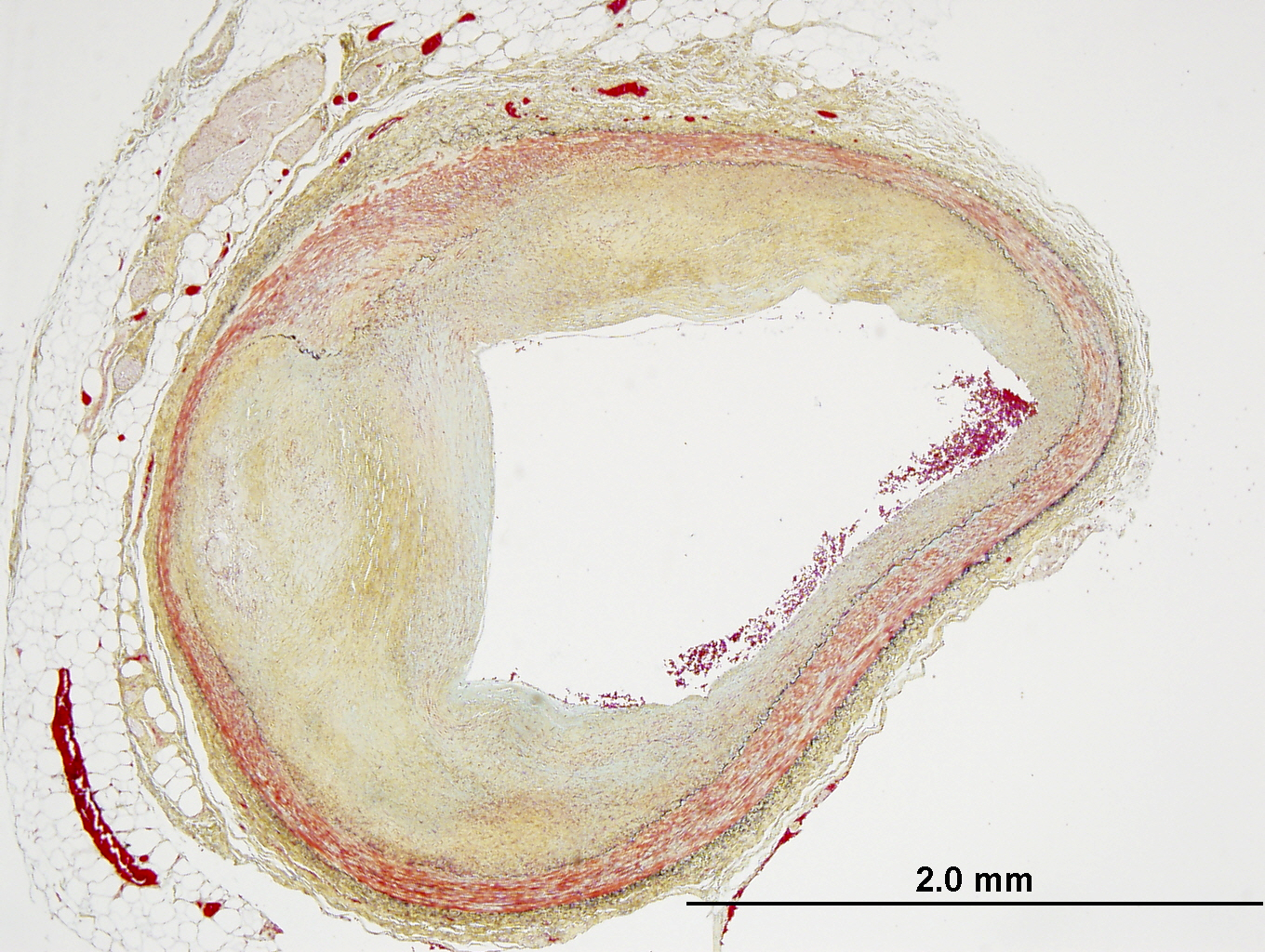
Tintura de Movat que muestra estenosis luminal en aterosclerosis de una arteria coronaria.